# Mitsuko Souma
Mitsuko Souma (相馬光子 Sōma Mitsuko) is een personage uit de film Battle Royale. Ze wordt gespeeld door actrice Kou Shibasaki. In de manga heeft ze de bijnamen Mitsu, Mi-chan en "Hardcore" Souma.
Souma is waarschijnlijk, naast Kazuo Kiriyama, de gevaarlijkste deelnemer op het eiland.

## Voor Battle Royale

### Thuisleven
Mitsuko heeft een traumatische jeugd ervaren die in het boek, de manga en de film door verschillende oorzaken zijn ontstaan:
- In het boek is er niet veel duidelijk over Mitsuko's leven tot haar negende verjaardag. Toen bracht haar moeder haar naar een oud gebouw. Daar vroegen een paar mannen of ze seks met haar mochten hebben voor geld. Dit liet haar moeder toe. Drie mannen verkrachtten haar en namen het op met een videocamera. Toen Mitsuko dit vertelde aan haar leraar, rekende ze op steun. Echter, de leraar misbruikte het jonge meisje ook. Een vriend van Mitsuko was getuige van de verkrachting en vertelde dit door, waardoor de leraar werd ontslagen. Mitsuko's moeder wilde Mitsuko's lichaam opnieuw verkopen voor geld. Mitsuko vermoordde haar moeder echter per ongeluk. Ze veranderde de ontstane situatie waardoor het leek alsof ze werd overvallen en hierbij de dood vond. Mitsuko ging bij andere familieleden wonen. Toen hun kind Mitsuko aanrandde viel hij niet veel later van een flatgebouw. Zijn moeder beschuldigde Mitsuko maar de vader nam het voor haar op zodat hij haar later kon verkrachten.

- In de manga was haar vader de enige persoon die echt van haar hield. Hij scheidde van Mitsuko's moeder toen ze nog jong was (De overheid zat achter hem aan en hij zou zijn gevlucht om hiermee Mitsuko te beschermen). Mitsuko's moeder trouwde met een andere man toen Mitsuko negen jaar oud was. Hij gaf haar bij hun eerste ontmoeting een pop. Dit zou de enige keer zijn dat hij aardig tegen het meisje was. De man sloeg Mitsuko's moeder en mishandelde Mitsuko zowel mentaal als op seksueel gebied. Ze ontmoette een man in de gang en, na een affaire met hem te hebben gehad vroeg ze aan hem of hij haar stiefvader wilde vermoorden. Dit deed hij, maar hij stak tegelijkertijd haar moeder dood. Ondertussen belde Mitsuko de politie waardoor de man werd opgepakt. Het is niet bekend waar Mitsuko sindsdien leefde.

- In de film is er een flashback scène van een jonge Mitsuko (gespeeld door Suzuka Tonegawa). Als ze uit school komt, ligt haar moeder dronken op de bank en zit er een vreemde man in de keuken. Het is duidelijk dat hij Mitsuko's moeder heeft betaald voor seks. Mitsuko wil dit niet geloven en rent naar boven. Hij volgt haar en geeft haar een pop. Hij zegt dat de pop ook Mitsuko heet. Vervolgens doet hij de kleren van de pop uit. Daarna zegt hij dat Mitsuko hetzelfde moet doen. Mitsuko is bang en duwt de man van de trap, waarbij hij zijn nek breekt en overlijdt.

Na deze gebeurtenissen is Mitsuko veranderd in een duister meisje dat niet weet hoe ze moet omgaan met al de haat en angst die ze voelt.

### School
Mitsuko wordt beschreven als het meest aantrekkelijke meisje van de klas. Ze weet dat veel jongens verliefd op haar zijn. Ze maakt hier flink misbruik van.
- In het boek en in de manga heeft Mitsuko een bende opgericht met Hirono Shimizu en Yoshimi Yahagi. De tieners doen aan prostitutie en houden ervan mensen in elkaar te slaan en geld te stelen. In de manga krijgt Mitsuko hierdoor de nickname "Hardcore" Souma.

- In de film is er weinig bekend over Mitsuko's leven op school. Wel is bekend dat ze het met veel jongens op school zou hebben gedaan. Ze zou Hirono Shimizu's vriendje hebben gestolen, waardoor zij heel boos is geworden op haar. Mitsuko zou op school meerdere keren zijn aangerand, waardoor ze zo kil is geworden op het eiland. Hirono beweert ook dat Mitsuko Yoshimi Yahagi heeft gedwongen de prostitutie in te gaan. Mitsuko klaagt in de film ook dat iedereen altijd samenspant tegen haar.

## Battle Royale
Mitsuko besluit al vroeg het spel te spelen en wordt al snel het meest gevreesde vrouwelijke karakter op het eiland. Wanneer ze in de film Takako Chigusa meerdere keren neerschiet, waarschuwt Takako Hiroki Sugimura om op te letten voor haar. Mitsuko heeft een kama (een sikkel) als wapen en vermoordt in het boek zeven studenten:
- Megumi Eto: Snijdt de keel door met haar sikkel.
- Yoji Kuramoto: Neergestoken in zijn hoofd met haar sikkel.
- Yoshimi Yahagi: Neergeschoten met een M1911.
- Takako Chigusa: Neergeschoten met drie kogels uit de M1911.
- Tadakatsu Hatagami: Doodgeslagen met een aluminium wapenstok.
- Yuichiro Takiguchi: Neergeschoten met een Magnum.
- Kayoko Kotohiki: Neergeschoten met een Magnum.

In de manga

In de manga gebeurt er precies hetzelfde als in het boek, behalve dat ze Takako slechts één keer neerschiet. Ze elimineert Yoji Kuramoto met zijn eigen wapen, steekt Tadakatsu Hatagami neer met een sikkel en vermoordt Kayoko Kotohiki niet. Ook schiet ze Yuichiro Takiguchi niet dood, maar vermoordt ze hem met de sikkel.
In de film

In de film gebeurt er bijna precies hetzelfde als in het boek, maar met de volgende wijzigingen:
- Hirono Shimizu: neergeschoten met een M1911.
- Mitsuko vermoordt Yoji Kuramoto en Yoshimi Yahagi niet.
- Takako Chigusa: wordt vier keer geraakt in plaats van drie keer.
- Tadakatsu Hatagami: neergestoken in zijn hart.
- Yuichiro Takiguchi: neergestoken in zijn hart.

## Mitsuko's Wapens
Mitsuko maakt gebruik van meerdere wapens, aangezien ze de wapens overneemt van haar slachtoffers.
- Haar originele wapen is een kama (sikkel). Deze verliest ze niet.
- Nadat ze Megumi Eto vermoordt, neemt ze in het boek en in de manga haar mes over en in de film pakt ze haar stroomstootwapen.
- Ze krijgt in het boek en in de manga een M1911 nadat ze Yoji Kuramoto en Yoshimi Yahagi doodt. Het wapen is van Yoshimi. Ze negeert Yoji's wapen. In de film pakt ze deze af van Hirono Shimizu en schiet ze haar daarmee vervolgens dood. In de manga en in het boek verliest ze haar M1911 na een confrontatie met Hiroki Sugimura.
- Vervolgens vindt ze een scheermes in een huis. In het boek wordt echter gezegd dat ze deze heel haar programma al bij zich heeft.
- Nadat ze in het boek en in de manga Tadakatsu Hatagami weet te verleiden, vermoordt ze hem met Yuichiro Takiguchi's wapenstok. Deze neemt ze echter hierna niet mee. Wel pakt ze Yuichiro's Magnum (een Colt Anaconda in de manga). De Magnum vervangt ze voor haar M1911, die niet meer werkt. In de film steekt ze de jongens neer en pakt ze een vuurwapen. Het is niet bekend welk wapen dat is.
- In het boek haalt ze later haar M1911 weer op, maar sterft voordat ze hier gebruik van kan maken.

## Gedrag
Mitsuko gedraagt zich op het eiland op een manier waarop het duidelijk wordt dat ze een psychische aandoening heeft. Dit wordt duidelijk gemaakt op de manier waarop ze tegen haar slachtoffers praat. Zo zegt ze dingen als "Niemand zal je redden. Zo werkt het leven." of "Sterf, lelijk kind". In de manga zegt ze tegen Megumi Eto, nadat ze haar heeft neergestoken: "Rood is duidelijk niet je kleur".
Mitsuko is manipulatief en komt uit de moeilijkste situaties door gebruik te maken van haar uiterlijk. Wanneer ze hierin trappen, zal ze zo snel mogelijk de rollen omdraaien en van de mensen haar slachtoffer maken. Echter, wanneer ze Hiroki Sugimura in de manga neersteekt, richt hij zijn wapen naar haar. In plaats van dat ze hem verleidt, rent Mitsuko weg.

## Lot
Mitsuko wordt in het boek, de manga en de film vermoordt door Kazuo Kiriyama. Echter, dit gebeurt wel op drie verschillende manieren:
- In het boek heeft ze zojuist Hiroki Sugimura en Kayoko Kotohiki vermoordt. Wanneer ze hun wapens wil oprapen, wordt ze plotseling meerdere keren in de rug geschoten door Kazuo. Ze weet zichzelf te vermannen, staat op en schiet hem meerdere keren in de borst. Echter, Kazuo draagt een kogelvrij vest. Hij schiet Mitsuko vervolgens in haar gezicht, waarna ze sterft.

- In de Manga schuilt Mitsuko in een huis en weet ze niet dat Kazuo hier ook aanwezig is. Ze merkt hem op voordat hij haar ziet. Ze probeert hem dood te schieten, maar mist. Hij wordt verrast en gooit glas in haar gezicht voordat hij haar in haar schouder schiet. Ze probeert hem nog te verleiden maar Kazuo wacht niet lang voordat hij haar in het gezicht schiet.

- In de film wordt Mitsuko verrast door Kazuo wanneer hij haar vanuit het niets neerschiet met een Uzi-pistoolmitrailleur. Ze doet dan alsof ze dood is, waarna hij haar M1911 pakt. Ze maakt gebruik van haar stroomstootwapen om het wapen uit zijn hand te gooien en haalt vervolgens naar hem uit met haar sikkel en snijdt hem over de borst. Hij draagt echter een kogelvrij vest. Mitsuko probeert nog terug te vechten, maar Kazuo is te sterk. Hij gooit haar van zich af, neemt de M1911 en schiet haar dood.